# Catholicon (dizionario trilingue)
Il Catholicon (in greco: Καθολικόν, "universale") è un dizionario trilingue, redatto in bretone, francese e latino, con circa 6.000 voci.
Il dizionario venne redatto nel 1464 da Jehan Lagadeuc e stampato per la prima volta a Tréguier per iniziativa del canonico Auffret Quoatqueveran nel 1499.
Il titolo di Catholicon non fu dato dal suo autore. Era esplicitamente destinato a favorire l'apprendimento del latino per i giovani che intraprendevano la carriera ecclesiastica e fu redatto in bretone, in quanto i Bretoni non conoscevano bene il francese.
Un manoscritto del dizionario, copia dell'originale, è conservato nei fondi latini della Biblioteca nazionale di Francia e si compone di 131 fogli scritti sul recto e sul verso, di cui manca circa un terzo.

## Edizioni
1. 1499 (5 novembre), incunabolo opera dello stampatore Jehan Calvez, di Tréguier[4].
2. Inizi del XVI secolo, il prete Jehan Corre, della diocesi di Tréguier, fa stampare una seconda edizione del dizionario con le proprie modifiche.
3. 1521 (31 gennaio) - Yvon Quillévéré, libraio ed editore di Parigi stampa una nuova edizione del dizionario, premettendo un elogio della Bretagna[5].
4. 1867 - René-François Le Men, archiviste, stampa un'edizione abbreviata del dizionario a partire dall'edizione del 1499, una cui copia era conservata a Quimper; lo scopo è quello di promuovere la lingua bretone e far conoscere l'opera in occasione del Congresso celtico internazionale, tenutosi a  Saint-Brieuc nell'ottobre  1867.
5. 1975 - Christian-Joseph Guyonvarc'h, professore onorario di celtico presso l'Università di Rennes II, fa ristampare un fac-similé da una copia della prima edizione, conservata nella città di Rennes (nuovamente ristampato nel 2005 dagli editori Armeline).
6. 1977 (5 dicembre) - Jean Feutren, rettore di Roscoff, realizza la traslitterazione del Catholicon e riproduce il fac simile della prima edizione, dall'originale conservato presso Quimper.
7. 2001 (15 septembre) - Gwennole Le Menn riscrive il Catholicon sulla base delle differenti versioni, ma l'edizione è pubblicata solo parzialmente.